# Santa Lucía, Ocotepeque
Santa Lucía är en ort i Honduras.   Den ligger i departementet Departamento de Ocotepeque, i den västra delen av landet, 220 km väster om huvudstaden Tegucigalpa. Santa Lucía ligger 738 meter över havet och antalet invånare är 1 224.
Terrängen runt Santa Lucía är varierad. Santa Lucía ligger nere i en dal som går i nord-sydlig riktning. Runt Santa Lucía är det ganska tätbefolkat, med 58 invånare per kvadratkilometer. Närmaste större samhälle är Nueva Ocotepeque, 2,6 km nordost om Santa Lucía. Omgivningarna runt Santa Lucía är en mosaik av jordbruksmark och naturlig växtlighet.